# Скалити (Вибо Валенција)
Скалити је насеље у Италији у округу Вибо Валенција, региону Калабрија.
Према процени из 2011. у насељу је живело 245 становника. Насеље се налази на надморској висини од 405 м.